# Valentin Weisbach
Valentin Weisbach (* 11. März 1843 in Berlin; † 23. Oktober 1899) war ein deutscher Bankier, Kunstmäzen und Sozialreformer in Berlin.

## Leben
Der Sohn des Textilkaufmanns Wolf Weisbach war Bankier und Wechsel-, Fonds- und Geldmakler und trat 1879 in den jüdischen Hilfsverein Gesellschaft der Freunde bei. 1888 wurde er erster Vorsitzender des von ihm mitbegründeten Vereins zur Verbesserung der kleinen Wohnungen in Berlin (vormals Zentralverein für das Wohl der arbeitenden Klassen), der im Sinne des Reformbauprogramms zur Verbesserung des Arbeiterwohnungsbaus wirkte. Der Architekt Alfred Messel war seit 1888 der stellvertretende Vorsitzende des Vereins, der Kaufmann Emil Minlos wurde ehrenamtlicher Direktor.
Weisbach wohnte in einer der von dem Architekten Christian Heidecke in den Jahren 1888 bis 1890 erbauten Villa in der Tiergartenstraße 4.
Als Mäzen ermöglichte Weisbach dem Museum für Völkerkunde zu Leipzig den Erwerb der Sammlung zyprischer Altertümer von Max Ohnefalsch-Richter, die 1896 auf der Berliner Gewerbeausstellung gezeigt wurde. Die Sammlung gelangte 1898 nach Leipzig, wo sie bis 1974 im Museum für Völkerkunde aufbewahrt wurde. Danach kam sie bis 1991 in das Museum für Deutsche Geschichte in Ost-Berlin. Heute befindet sich die Sammlung im Museum für Vor- und Frühgeschichte in Berlin.
Als Mitglied des Ethnologischen Hilfskomitees in Berlin organisierte Weisbach Darlehen für das Königliche Museum für Völkerkunde Berlin, wodurch es dem Museum 1899 unter anderem gelang, einen wertvollen Gedenkkopf einer Königinmutter und weitere Gegenstände aus dem Königreich Benin auf einer Auktion des Kunsthändlers und Auktionshausbetreibers J. C. Stevens in London anzukaufen.
Der Kunsthistoriker Werner Weisbach (1873–1953) war sein Sohn. Mit seiner Ehefrau Hedwig Weisbach, geb. Cohn, war er außerdem Vater der Zwillingstöchter
- Marie Weisbach (1875 Berlin - 1961 Berlin), seit 1895 verheiratet mit dem Architekten Ludwig Hoffmann (1852–1932)
- Susanna Weisbach (1875 Berlin - 1969 Oslo/Norwegen), seit 1898 verheiratet mit dem Architekten Peter Dybwad (1859–1921).